# ПКНС (футбольный клуб)
Пербаданан Кемажуан Негери Селангор (малайск. Perbadanan Kemajuan Negeri Selangor) — малайзийский футбольный клуб из города Петалинг-Джая, штат Селангор. На данный момент выступает в Малайзийской Суперлиге.

## История
Команда основана в 1967 году в рамках Selangor State Development Corporation (англ. Perbadanan Kemajuan Negeri Selangor), спортивно-оздоровительный клуб.
Футбольная команда сделала себе имя в 1970-х и 1980-х годах, будучи одной из команд в государственных турнирах Селангора и национальных клубных турнирах.
Клуб был регулярно играл в национальной лиге до тех пор, когда они добились повышения в Премьер-лигу Малайзии в 2004 году, после того как стал чемпионом Малайзии FAM League в прошлом году.

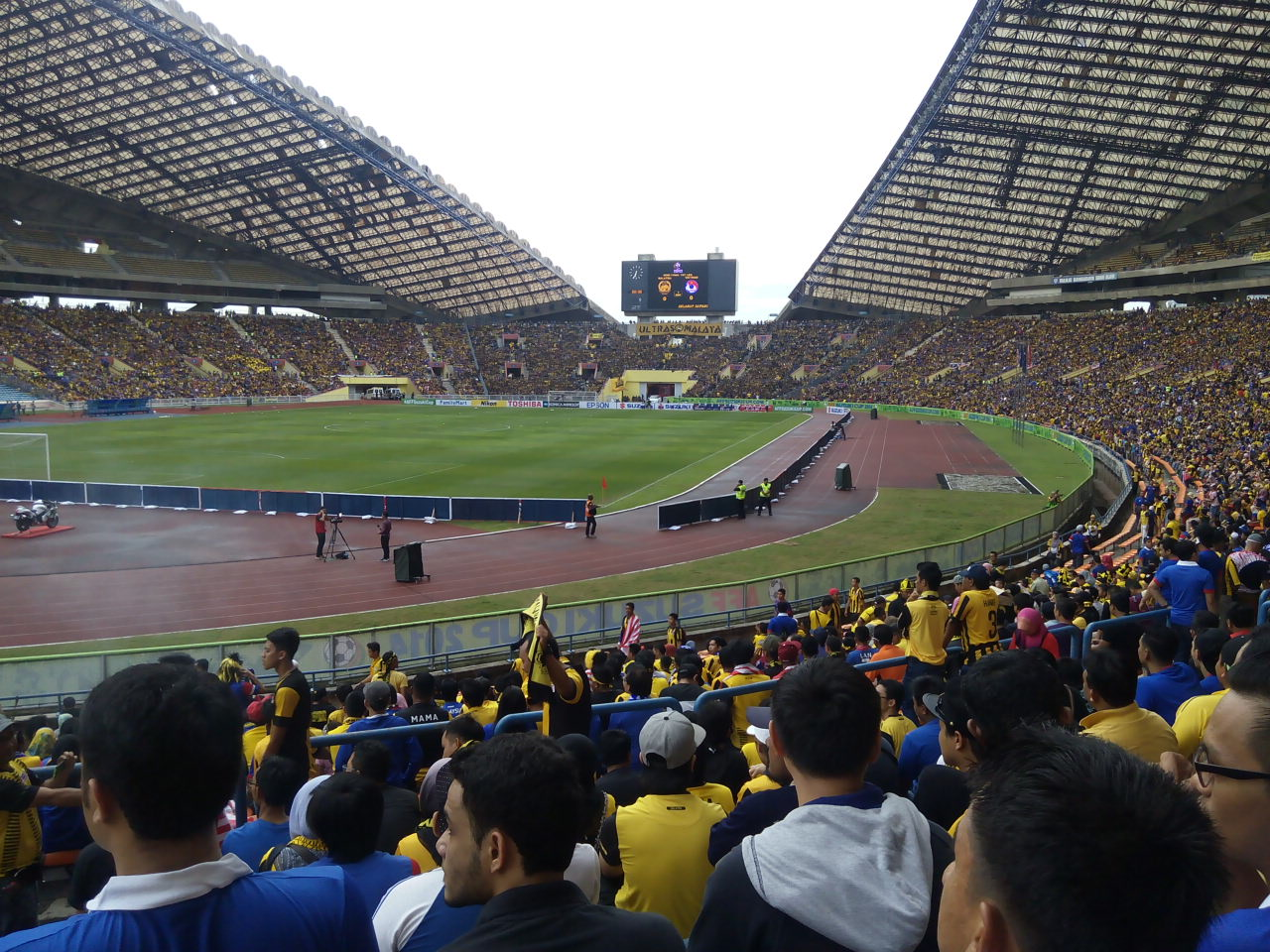
Стадион Шах Алам

Клуб выступал в высшем дивизионе, Суперлиге Малайзии в течение нескольких сезонов, прежде чем попасть обратно во второй дивизион в сезоне 2014 года. Но, пробыв два года в премьер-лиге, клуб снова добился повышения в высший дивизион после того, как финишировал вторым в сезоне Премьер-лиги Малайзии в 2016 году и сейчас играет в Суперлиге Малайзии. Основным недавним приобретением клуба, стал нападающий сборной Малайзии по футболу, Сафи Сали.
В 2020 году произошёл процесс слияния футбольных клубом "ПКНС" и "Селангор", в результате которого, "ПКНС" стал "Селангор-2", резервной командой футбольного клуба "Селангор".

## Достижения
- Малайзийская Премьер-лига (1): 2011
- ФАМ Лига (3): 1979, 1980, 2002

## Владельцы клуба
Клубом владеет частная компания «PKNS Sports Sdn Bhd.».

## Спонсоры форм клуба
- 2005—2007: Adidas
- 2009: Nike
- 2011: Kappa
- 2012—2014: Lotto
- 2015—2017: Kappa